# Rue du Dobropol
La rue du Dobropol est une voie du 17e arrondissement de Paris, en France.

## Situation et accès
La rue du Dobropol est une voie publique située dans le 17e arrondissement de Paris. Elle débute au 2, boulevard Pershing et se termine au 3, boulevard de Dixmude.

## Origine du nom

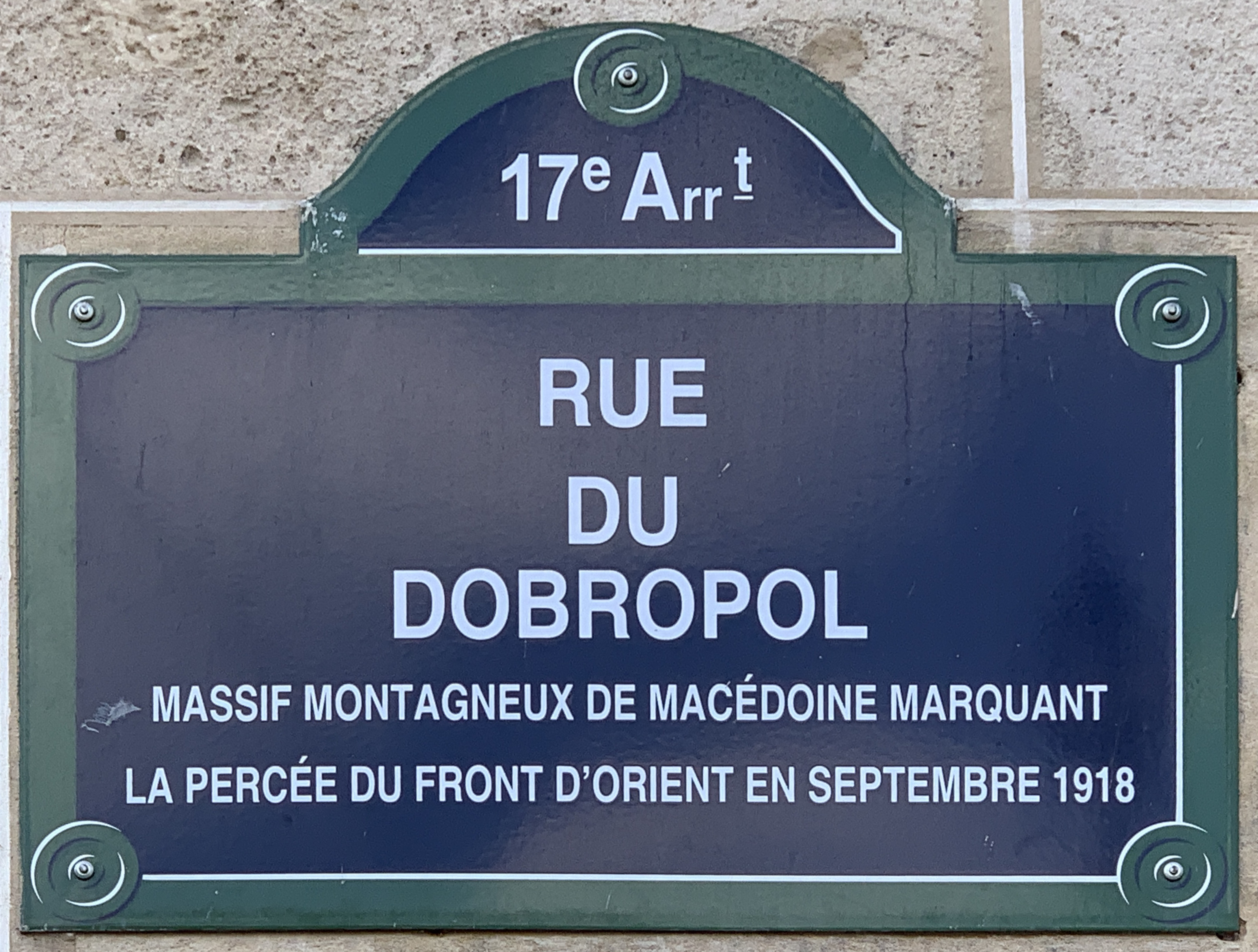
Plaque de la rue.

La rue porte le nom de la bataille du Dobropol, qui eut lieu le 15 septembre 1918. La plaque actuelle de la rue précise que le Doprobol est un "massif montagneux de Macédoine marquant la percée du front d'orient en septembre 1918".

## Historique
Cette rue est ouverte en 1928 sur l'emplacement du bastion no 50 de l'enceinte de Thiers et prend sa dénomination actuelle l'année suivante.